# Aaron Shenk Kreider

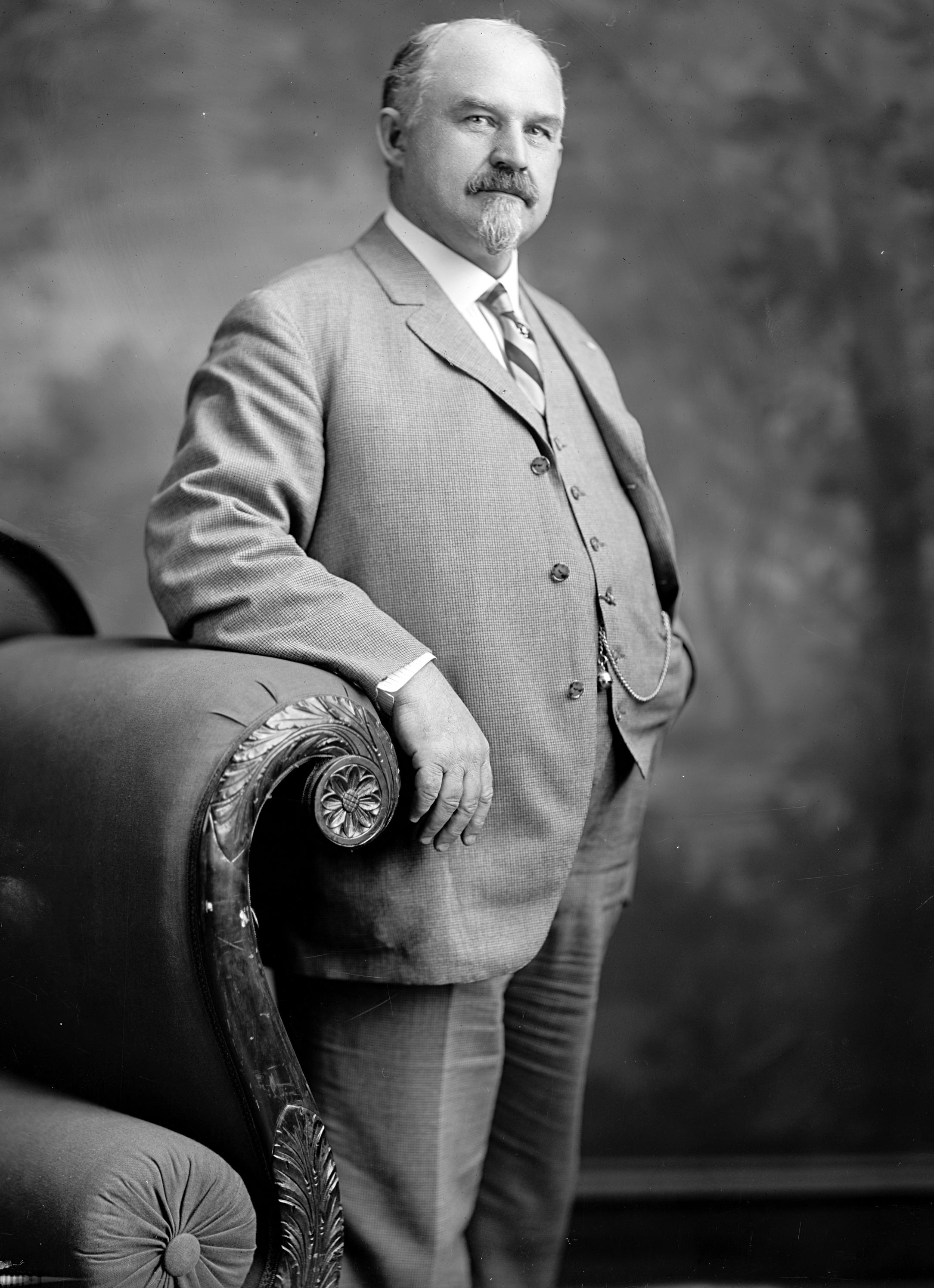
Aaron Shenk Kreider

Aaron Shenk Kreider (* 26. Juni 1863 im Lebanon County, Pennsylvania; † 19. Mai 1929 in Annville, Pennsylvania) war ein US-amerikanischer Politiker. Zwischen 1913 und 1923 vertrat er den Bundesstaat Pennsylvania im US-Repräsentantenhaus.

## Werdegang
Aaron Kreider besuchte die öffentlichen Schulen seiner Heimat und das Lebanon Valley College in Annville. 1880 absolvierte er das Allentown Business College. Im selben Jahr zog er nach Fulton in Missouri, wo er zunächst in der Landwirtschaft und dann als Ladenangestellter beschäftigt war. 1884 kehrte er nach Pennsylvania zurück, wo er in Campbelltown und Roseland im Handel arbeitete. Im Jahr 1886 gründete er die Stadt Lawn. Damals war er auch in der Landwirtschaft, im Getreide und Kohlegeschäft tätig. 1893 zog er nach Palmyra und dann nach Annville. Dort wurde er in der Schuhmacherbranche und im Bankgewerbe tätig. Politisch schloss er sich der Republikanischen Partei an. Von 1909 bis 1912 war er Mitglied und Vorsitzender im Gemeinderat von Annville. Im Jahr 1910 nahm er als Delegierter am regionalen Parteitag der Republikaner in Pennsylvania teil. Von 1913 bis 1916, also schon während seiner Zeit als Kongressabgeordneter, war er Präsident der Bundesvereinigung der Schuhmacher.
Bei den Kongresswahlen des Jahres 1912 wurde Kreider im 18. Wahlbezirk von Pennsylvania in das US-Repräsentantenhaus in Washington, D.C. gewählt, wo er am 4. März 1913 die Nachfolge von Marlin Edgar Olmsted antrat. Nach vier Wiederwahlen konnte er bis zum 3. März 1923 fünf Legislaturperioden im Kongress absolvieren. Seit 1919 war er Vorsitzender des Ausschusses zur Kontrolle der Ausgaben des Innenministeriums. In seine Zeit als Kongressabgeordneter fiel der Erste Weltkrieg. Außerdem wurden der 16., der 17., der 18. und der 19. Verfassungszusatz ratifiziert.
Im Jahr 1922 wurde Aaron Kreider nicht wiedergewählt. Nach dem Ende seiner Zeit im US-Repräsentantenhaus setzte er seine früheren Tätigkeiten fort. Außerdem wurde er Kuratoriumsvorsitzender am Lebanon Valley College in Annville. In dieser Stadt ist er am 19. Mai 1929 auch verstorben.